# Стричовиці
Стричовиці (пол. Stryczowice) — село в Польщі, у гміні Васнюв Островецького повіту Свентокшиського воєводства.
Населення — 186 осіб (2011).
У 1975-1998 роках село належало до Келецького воєводства.

## Демографія
Демографічна структура на день 31 березня 2011 року:
|          | Загалом | Допрацездатний вік | Працездатний вік | Постпрацездатний вік |
| -------- | ------- | ------------------ | ---------------- | -------------------- |
| Чоловіки | 97      | 17                 | 65               | 15                   |
| Жінки    | 89      | 10                 | 49               | 30                   |
| Разом    | 186     | 27                 | 114              | 45                   |